# UTC−06:00

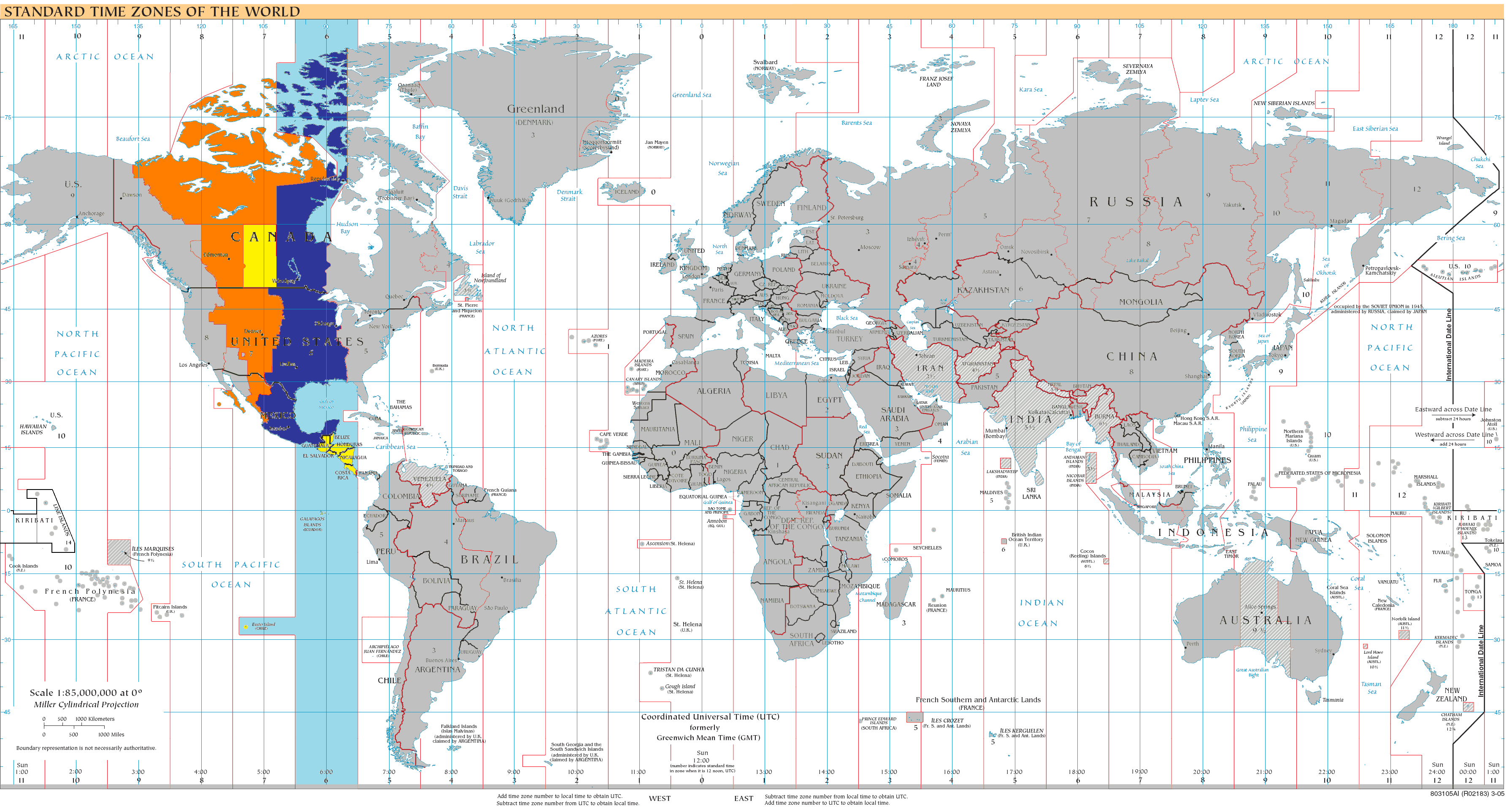
UTC-06:Blau (desembre), taronja (juny), groc (l'any sencer), blau clar (àrees marines)

UTC−06:00 és una zona horària d'UTC amb 6 hores de retard de l'UTC. El seu codi DTG és S -Sierra.

## Zones horàries
- Central Standard Time (CST)
- Galapagos Time (GALT)
- Easter Island Standard Time (EAST)
- Peter Island Time (PIT)

Horaris d'estiu
- Mountain Daylight Time (MDT)

## Franges

### Temps estàndard (l'any sencer)
- Belize
- Costa Rica
- El Salvador
- Guatemala
- Hondures
- Nicaragua
- Equador
  - Illes Galàpagos
- Canadà
  - Saskatchewan (excepte Lloydminster)

### Temps estàndard (hivern a l'hemisferi nord)
Aquestes zones utilitzen el UTC-06:00 a l'hivern i el UTC-05:00 a l'estiu.

#### Central Standard Time
- Canadà
  - Manitoba
  - Nunavut ((est) la major part de la Regió de Kivalliq i part de la Regió de Qikiqtaaluk)
  - Ontario (part nord-oest)
- Estats Units
  - Alabama
  - Arkansas
  - Illinois
  - Iowa
  - Louisiana
  - Minnesota
  - Mississipi
  - Missouri
  - Wisconsin
  - Oklahoma
  - Kansas (excepte als comtats de Sherman, Wallace, Greeley i Hamilton, situats a la frontera de Colorado)
  - Nebraska (dos terços oriental)
  - Dakota del Sud (meitat oriental)
  - Dakota del Nord (excepte quadrant sud-oest)
  - Texas (la majoria de l'estat)
  - Florida (a l'oest del Panhandle Apalachicola River)
  - Indiana cantonades sud-oest i el nord-oest
  - Kentucky (la meitat occidental)
  - Michigan (Península superior-oest)
  - Tennessee (dos terços occidentals)
- Mèxic (excepte Baixa Califòrnia, Baixa Califòrnia Sud, Chihuahua, Nayarit, Sinaloa i Sonora)

### Temps estàndard (hivern a l'hemisferi sud)
- Xile
  - Illa de Pasqua

### Temps d'estiu (estiu a l'hemisferi nord)
Aquestes zones utilitzen el UTC-07:00 a l'hivern i el UTC-06:00 a l'estiu.

#### Mountain Standard Time
- Canadà
  - Alberta
  - Colúmbia Britànica (zona sud-est)
  - Territoris del Nord-oest (excepte Tungsten)
  - Nunavut (a l'oest de la regió)
  - Saskatchewan
    - Lloydminster i voltants.
- Estats Units
  - Colorado
  - Montana
  - Nou Mèxic
  - Utah
  - Wyoming
  - Arizona
    - Nació Navaho

  - Idaho (el sud del Riu Salmón)
  - Oregon (tres quartes parts nord del Comtat de Malheur, a la frontera d'Idaho)
  - Kansas (només als comtats de Sherman, Wallace, Greeley i Hamilton, situats a la frontera de Colorado)
  - Nebraska (el terç occidental)
  - Dakota del Sud (meitat occidental)
  - Dakota del Nord (el quadrant sud-oest)
  - Texas (els dos comtats més occidentals (Hudspeth, El Paso) i una porció del Comtat de Culberson)
  - Nevada (les ciutats frontereres de West Wendover (prop de Utah) i Jackpot (prop d'Idaho))
- Mèxic
  - Baixa Califòrnia Sud
  - Chihuahua (des de 1998)
  - Nayarit (excepte el municipi Bahía de Banderas)
  - Sinaloa

## Geografia
UTC-06 és la zona horària nàutica que comprèn l'alta mar entre 97,5°O i 82,5°O de longitud. En el temps solar aquest fus horari és el corresponent el meridià 90° oest.